# Aglossa signicostalis
Aglossa signicostalis is een vlinder uit de familie snuitmotten (Pyralidae). De wetenschappelijke naam is voor het eerst geldig gepubliceerd in 1871 door Staudinger.
De soort komt voor in Europa.